# Diocèse de Bâle
Ne doit pas être confondu avec Bâle (évêché).
Le diocèse de Bâle est une circonscription ecclésiastique de l'Église catholique. Il porte ce nom pour des raisons historiques, car la ville de Bâle est protestante depuis la Réforme. Jusqu'à la Réforme, l'évêque de Bâle résidait effectivement à Bâle. En 1528, Porrentruy devient le lieu de résidence de l'évêque et le restera jusqu'en 1828, date à laquelle la cathédrale baroque Saint-Ours de Soleure devient le siège du diocèse. De 999 à 1802, l'évêque de Bâle était également prince du Saint-Empire romain germanique et, à ce titre, propriétaire terrien, notamment : dans l'actuel canton de Berne : la commune de Safnern et l'actuel jura bernois ; dans le canton du Jura ; dans le Canton de Berne ; dans le Birseck ; dans le Laufonnais ainsi qu'à Schliengen, sur la rive droite du Rhin (Traité de Lunéville)[réf. nécessaire].

## Territoire
Le territoire actuel du diocèse s'étend sur les cantons d'Argovie, de Berne, de Bâle-Campagne, de Bâle-Ville, du Jura, de Lucerne, de Schaffhouse, de Soleure, de Thurgovie et de Zoug. Il est divisé en trois régions, nommées selon les trois saints du diocèse : saint Ours, saint Victor et sainte Vérène. Il est limitrophe des diocèses de Lausanne, Genève et Fribourg et Belfort-Montbéliard à l'ouest, de l'archidiocèse de Strasbourg au nord-ouest, de l'archidiocèse de Fribourg-en-Brisgau et du diocèse de Rottenburg-Stuttgart au nord, du diocèse d'Augsbourg au nord-est, des diocèses de Saint-Gall et Coire à l'est, et du diocèse de Sion au sud.

## Direction
L'évêque diocésain est établi à Soleure. Particularité du droit local, il est élu par le chapitre cathédral du diocèse avant que sa nomination ne soit confirmée par le pape. Il dispose d'un évêque auxiliaire ainsi que d'une trentaine de collaborateurs et collaboratrices répartis dans six vicariats pour l'aider dans sa tâche.

## Histoire

### Origine
La première mention d'un évêque dans la région de Bâle date de 346 à Augusta Raurica. Il a pour nom Justinien et est évêque des Rauraques, dont le territoire couvre approximativement celui du diocèse actuel. Il est mentionné comme participant au Concile de Sardica en 343 et à celui de Cologne en 346. Comme les fouilles des fondations de l'église de l'Antiquité tardive de Kaiseraugst le montrent, une communauté chrétienne doit s'être établie dans cette région déjà auparavant.
Vers l'an 400, Basilia est évoqué en tant que siège épiscopal et se trouve désormais sur la colline bâloise du Münster, mieux protégée contre les invasions des Alamans. Le premier évêque de Bâle nommé est saint Pantalus. Toutefois, en 618 encore, un certain Ragnacher du couvent de Luxeuil porte le titre d'évêque de Bâle et Augst. Le règne du roi des Francs Pépin le Bref (mort en 768) et l'évêque Walaus marquent le début d'une liste d'évêques de Bâle ininterrompue jusqu'à nos jours.
Du temps de Charlemagne, Bâle a une certaine importance avec l'évêque Haito qui est également abbé du monastère de Reichenau et confident et conseiller de l'Empereur. Haito est envoyé en 811 à Byzance par l'Empereur.

### Les Princes-évêques de Bâle

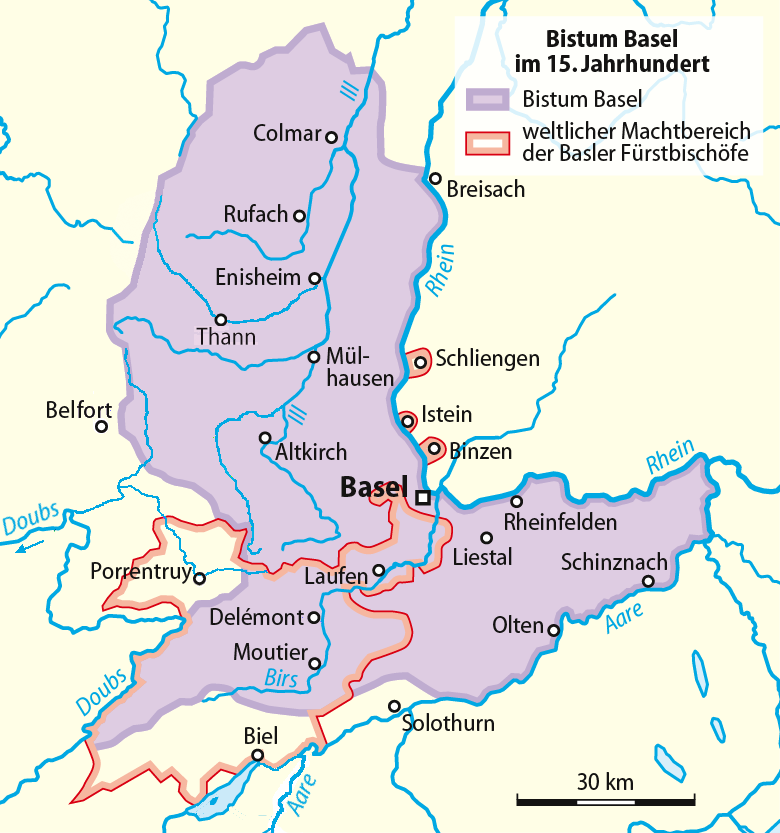
Juridiction laïque et ecclésiastique du diocèse de Bâle au XVe siècle.

Au Moyen Âge, sous l'autorité du Saint-Empire, les évêques de Bâle sont princes d'Empire. Comme les autres évêques importants, ils possèdent également des terres et deviennent une puissance temporelle. Le centre de l'évêché est la ville de Bâle avec sa cathédrale et sa maison du chapitre. Le développement temporel de l'évêché commence en 999 lorsque le roi Rodolphe III de Bourgogne fait cadeau de l'abbaye bénédictine de Moutier-Grandval, de la forteresse de Saint-Ursanne et de la vallée de Moutier.
À cela s'ajoutent le Sisgau et le Buchsgau ainsi que des possessions à l'extérieur du diocèse : des territoires près du lac de Bienne, la seigneurie de Porrentruy et le bailliage de Schliengen avec Istein et Petit-Bâle. L'évêché connaît sa plus grande extension sous l'évêque Burkard (1072-1107) qui a les faveurs de l'Empereur Henri IV et qui l'a soutenu lors de la querelle des investitures et l'a accompagné à Canossa.
Après une longue période de stagnation, les territoires des princes-évêques de Bâle commencent à décliner, au profit tant des Habsbourg en développement que d'une bourgeoisie de Bâle en quête d'autonomie. Des villes appartenant autrefois à l'évêché, Breisach, Neuenburg am Rhein et Rheinfelden deviennent la proie des Habsbourg. L'influence habsbourgeoise est également croissante en Alsace et à Bâle dès la seconde moitié du XIIIe siècle. À partir de ce moment-là, l'évêque réoriente sa politique territoriale vers le Jura.
L'élection contestée d'un nouvel évêque en 1436 est négociée durant le concile de Bâle qui s'est ouvert en 1431. En 1527, l'évêque doit abandonner Bâle pour aller résider au Château de Porrentruy. Le chapitre de la cathédrale reste en revanche en ville jusqu'en 1529.

### Réforme et exil à Fribourg-en-Brisgau
La ville de Bâle, qui a rejoint la Suisse depuis 1501, s'affranchit de l'autorité du prince-évêque en 1521. En 1525, les abbayes de Beinwil et Lucelle sont pillées pendant la guerre des paysans.
La ville de Bâle adopte la Réforme en 1527 sous le règne de Philippe de Gundelsheim qui doit quitter Bâle et s’établir à Porrentruy, alors sous la juridiction de l’archevêque de Besançon.
Le 9 février 1529, un mardi de carnaval, des iconoclastes protestants entrent dans la cathédrale de Bâle et démolissent des icônes. Des trésors inestimables de la Bâle médiévale sont alors perdus à jamais, mais le célèbre trésor de la cathédrale est complètement épargné. Le 12 mai, le chapitre cathédral quitte également Bâle pour s’établir à Fribourg-en-Brisgau, dans le diocèse de Constance, en 1529. Le 28 août 1529, le chapitre et la ville de Fribourg-en-Brisgau signent un traité définissant les conditions juridiques et fiscales, la possession de maisons et l'utilisation de la cathédrale. Depuis lors, Bâle ne sera plus ni le lieu de résidence de l'évêque, ni celui du chapitre de la cathédrale car tous deux résident désormais en dehors du diocèse.
C'est l’évêque Jacques Christophe Blarer de Wartensee qui mène la Contre-Réforme dans le diocèse. Il applique les réformes du concile de Trente et réussit à faire revenir le Laufonnais et le Birseck à la foi catholique.

### Extension temporelle
Les territoires temporels des princes-évêques de Bâle s'étendent sur la chaîne du Jura, du lac de Bienne jusqu'à la trouée de Belfort et à la plaine du Haut-Rhin. Il est divisé linguistiquement : la majorité parle français, mais les bailliages de Zwingen, Pfeffingen, Birseck et Bienne, ainsi que le bailliage de Schliengen, territoire situé sur la rive droite du Rhin, sont germanophones. La cour princière de Porrentruy est également germanophone. Sur le plan religieux, le Sud est réformé, tandis que le Nord et les districts germanophones sont catholiques.
Sur le plan institutionnel, l'évêché est divisé en dix-sept bailliages et seigneuries dotés d'institutions variant fortement des uns aux autres. Les seigneurs locaux ou baillis représentent le prince et peuvent parfois administrer plusieurs de ces subdivisions. Ces postes deviennent progressivement héréditaires.
Le Nord du diocèse est considéré comme étant terre d'Empire. Le Sud, en revanche, est lié juridiquement avec différentes collectivités de la confédération. Ainsi, la ville de Bienne est alliée à Berne, Fribourg et Soleure et est donc tournée vers la Confédération. Le prince-évêque n'est plus que le souverain nominal des villes du sud : La Neuveville et la prévôté de Moutier-Grandval sont combourgeoises de la ville de Berne depuis 1486, tandis que l'abbaye de Bellelay est alliée à Soleure. Toutes deux bénéficient de la neutralité helvétique. Par ailleurs, les seigneuries d'Erguël, d'Orvin, de La Neuveville, de la Montagne-de-Diesse et de Bienne sont considérées comme des terres helvétiques.
En 1556, Delémont et les Franches-Montagnes signent un traité de combourgeoisie avec la ville de Bâle.
Des assemblées des différents États se réunissent de manière irrégulière de 1566 à 1752, notamment pour débattre des contributions extraordinaires demandées par le prince-évêque. Elles sont présidées généralement par l'abbé de Bellelay. Les seigneuries helvétiques - à l'exception de Bellelay - ont toujours refusé de participer à ces assemblées et de donner ces contributions.
Le règne de Jakob Christoph Blarer von Wartensee (1575-1608) marque le retour à la prospérité pour l'évêché. En 1579, le prince-évêque s'allie avec les sept cantons catholiques de la Confédération pour contrebalancer l'influence de la Berne réformée au sud du Jura. Comme l'alliance est renouvelée sans interruption jusqu'en 1735, l'évêché est également considéré comme tourné vers la Confédération. Toutefois, les cantons protestants ont toujours refusé qu'il devienne le quatorzième canton suisse. Le 15 septembre 1599, le prince-évêque signe le Traité d'échange de Bienne avec Berne : Bienne et plusieurs communes environnantes sont remises à Berne, en échange de 15 000 couronnes, de la renonciation du traité de combourgeoisie avec Moutier-Grandval et de la suppression de la plupart des droits des Biennois sur l'Erguël.

### Extension spirituelle
L'extension spirituelle de l'évêché, le diocèse, a une extension plus grande que les territoires temporels de l'évêché et s'étend loin au-delà, comprenant aussi des parties de l'Alsace, le Fricktal habsbourgeois et de grandes parties du canton de Soleure.
La plus grande partie des possessions temporelles des princes-évêques appartiennent au diocèse de Bâle, mais l'Ajoie et le siège épiscopal de Porrentruy font partie de l'archevêché de Besançon. Il faudra attendre 1779 pour que l'Ajoie soit incorporée à l'évêché de Bâle. La partie située au Sud de Pierre-Pertuis est rattachée à l'évêché de Lausanne, tandis que les territoires de la rive droite du Rhin avec le bailliage de Schliengen appartiennent à l'évêché de Constance.

### Le chapitre cathédral à Arlesheim
Lors de Guerre de Hollande (1672-1678) qui oppose le roi de France Louis XIV et l'Empereur Léopold Ier, allié des Hollandais, le chapitre se trouve à Fribourg-en-Brisgau, exactement entre les deux fronts. Les Autrichiens amputent les revenus du chapitre en 1670, puis logent des troupes dans ses bâtiments. En 1675, les Français confisquent la plupart des sources de revenu du chapitre en Alsace et dans le Sundgau. Lorsque les Français prennent Fribourg en 1677, ils ne reconnaissent pas la neutralité du chapitre et exigent qu'il quitte la ville. En 1678, le chapitre se retire à Arlesheim à la demande du Prince-Évêque.
L'évêque Jean Conrad de Roggenbach décide la construction d'une deuxième église, d'une maison du chapitre et de maisons pour ses membres. La collégiale d'Arlesheim est inaugurée en 1681.

### L'Évêché de Bâle
À la suite de l'invasion des troupes françaises de 1792 et de la conquête de la Confédération des XIII cantons, le territoire de l'ancienne principauté épiscopale est annexé par la France en 1793 pour former le département du Mont-Terrible, puis rattaché au département du Haut-Rhin. En 1801 l'évêché de Bâle est sécularisé par le traité de Lunéville. Fin 1802 Schliengen est perdue. Le congrès de Vienne en 1815 divise le territoire de l'ancienne principauté entre le canton de Berne pour la plus grande partie, le canton de Bâle pour le Birseck, et même Neuchâtel pour Lignières.
En mars 1828, un Concordat entre les États de Lucerne, Berne, Soleure et Zoug permet de fixer les frontières des diocèses. À cette occasion, la ville de Soleure est désignée comme le siège du diocèse de Bâle. Cette réorganisation est confirmée par le pape Léon XII le 7 mai 1828.

## Sources
- (de) Cet article est partiellement ou en totalité issu de l’article de Wikipédia en allemand intitulé « Bistum Basel » (voir la liste des auteurs).
- « Bâle (évêché) » dans le Dictionnaire historique de la Suisse en ligne.